# Lista de públicos do Clube Atlético Paranaense
Este artigo refere-se a informações sobre públicos do Club Athletico Paranaense. 
A maior média de público do clube no Campeonato Brasileiro de Futebol refere-se ao ano de 1983, quando 25.293 espectadores (23.801 pagantes) compareceram aos seus jogos com mando de campo, sendo a maior média de público do futebol paranaense em todos os tempos nessa competição, tendo o Athletico, contando os campeonatos brasileiros entre 1971 a 2016, uma média de 12.180 espectadores por jogo.

## Maiores públicos doClube Atlético Paranaense
- Exceto onde constam as informações sobre público pagante e presente, os demais referem-se ao público pagante, partidas em Curitiba, acima de 40.000 presentes.

1. Atlético-PR 2–0 Flamengo-RJ, 67.391, 15 de maio de 1983, Campeonato Brasileiro, Estádio Couto Pereira (65.491 pagantes).[2]
2. Atlético-PR 1–3 São Paulo-SP, 57.324, 27 de fevereiro de 1982, Campeonato Brasileiro, Estádio Couto Pereira.
3. Atlético-PR 0–0 Coritiba, 55.164, 17 de dezembro de 1978, Campeonato Paranaense, Estádio Couto Pereira.
4. Atlético-PR 0–3 Coritiba, 52.028, em 1º de maio de 1990, Campeonato Paranaense, Estádio Couto Pereira.
5. Atlético-PR 1–1 Corinthians-SP, 49.740, 8 de abril de 1984, Campeonato Brasileiro, Estádio Couto Pereira.
6. Atlético-PR 0– 0 Coritiba, 47.307, em 13 de dezembro de 1978, Campeonato Paranaense, Estádio Couto Pereira.
7. Atlético-PR 0–0 Coritiba, 46.217, em 10 de dezembro de 1978, Campeonato Paranaense, Estádio Couto Pereira.
8. Atlético-PR 0–2 Atlético-MG, 45.716, 17 de abril de 1983, Campeonato Brasileiro, Estádio Couto Pereira.
9. Atlético-PR 2–1 Coritiba, 44.475, 11 de junho de 1998, Campeonato Paranaense, Estádio Pinheirão.
10. Atlético-PR 1–1 Coritiba, 42.410, 18 de dezembro de 1983, Campeonato Paranaense, Estádio Couto Pereira.
11. Atlético-PR 2–2 Coritiba, 42.196, 5 de agosto de 1990, Campeonato Paranaense.[3]
12. Atlético-PR 1–2 Coritiba, 40.876, 1º de maio de 1989, Campeonato Paranaense, Estádio Couto Pereira.
13. Atlético-PR 1–1 Coritiba, 40.536, 16 de abril de 1972, Campeonato Paranaense, Estádio Couto Pereira.
14. Atlético-PR 1(4)–(3)1 Atlético Junior-COL, 40.263, 12 de dezembro de 2018, Copa Sul-Americana, Arena da Baixada (39.618 pagantes).[4][5]
15. Atlético-PR 4–1 Colorado, 40.000, 31 de outubro de 1982, Campeonato Paranaense, Estádio Couto Pereira (público estimado)

## NaArena da Baixada
- Públicos acima de 35.000 presentes.

1. Atlético 1(4)–(3)1 Atlético Junior-COL, 40.263, 12 de dezembro de 2018, Copa Sul-Americana (39.618 pagantes).[4][5]
2. Athletico 1–0 Internacional-RS, 39.772, 11 de setembro de 2019, Copa do Brasil (38.490 pagantes)[6]
3. Atlético 0–0 Flamengo-RJ, 38.020, 11 de dezembro de 2016, Campeonato Brasileiro (35.396 pagantes).[7]
4. Atlético 2–1 Flamengo-RJ, 36.519, 26 de abril de 2017, Campeonato Brasileiro (33.463 pagantes).[6]
5. Atlético 1–0 Criciúma-SC, 35.746, 24 de fevereiro de 2016, Primeira Liga (33.270 pagantes).[8]

- Antes de sua reconstrução, finalizada em 2014:

1. Atlético 4–2 São Caetano-SP, 34.043, 16 de dezembro de 2001, Campeonato Brasileiro (31.700 pagantes)[9]
2. Atlético 3–2 Fluminense-RJ, 30.458 (pagantes), 9 de dezembro de 2001, Campeonato Brasileiro.[10]

- No Atletiba:

1. Atlético 2–2 Coritiba - 30.120, 21 de junho de 2015  (26.773 pagantes)[11][12]

- No Paratico:

1. Atlético 1 a 1 Paraná, 27.000, 27 de maio de 2001.
1. Atlético 2 a 2 Paraná, 27.000, 3 de junho de 2001.

## NoEstádio Durival Britto e Silva
- Estádio também conhecido como Vila Capanema.

1. Atlético 3–2 Santos-SP, 24.303 (pagantes), 8 de novembro de 1968, Campeonato Brasileiro.[15]

## Maiores públicos fora doEstado do Paraná
Maior público contra outros clubes campeões brasileiros
- Flamengo-RJ 3–0 Atlético-PR, 113.479, 12 de maio de 1983, Campeonato Brasileiro, Maracanã (109.819 pags.).[16]
- São Paulo-SP 4–0 Atlético-PR, 71.986, 14 de julho de 2005, Copa Libertadores da América, Estádio do Morumbi.[16]
- Cruzeiro-MG 1–0 Atlético-PR, 69.533, 12 de maio de 2002, Copa Sul-Minas, Estádio do Mineirão.[carece de fontes?]
- Fluminense-RJ 2–1 Atlético-PR, 55.030, 15 de novembro de 2009, Campeonato Brasileiro (52.511 pags.).
- Atlético-MG 3–1 Atlético-PR, 53.246, 28 de novembro de 1996, Campeonato Brasileiro, Estádio do Mineirão.[17]
- Grêmio-RS 0–0 Atlético-PR, 41.234, 6 de novembro de 2013, Copa do Brasil, Arena do Grêmio (41.234 pags.).[carece de fontes?]
- Corinthians-SP 2–2 Atlético-PR, 41.201, 15 de julho de 2017, Campeonato Brasileiro, Arena Corinthians.[18]
- Palmeiras-SP 0–1 Atlético-PR, 38.794, 10 de agosto de 2015, Campeonato Brasileiro, Allianz Parque.
- Internacional-RS 2–1 Atlético-PR, 36.824, 10 de setembro de 2006, Campeonato Brasileiro, Estádio Beira Rio (32.279 pags.).[19]
- Vasco da Gama-RJ 2–1 Atlético-PR, 33.516, 31 de outubro 1999, Campeonato Brasileiro, Estádio de São Januário.[20]
- Santos-SP 2–1 Atlético-PR, 27.523, 10 de outubro de 1976, Campeonato Brasileiro, Estádio do Pacaembu.[21]
- Botafogo-RJ 2–0 Atlético-PR, 26.527, 16 de outubro de 2011, Campeonato Brasileiro, Estádio do Engenhão (23.372 pags.).[22]
- Sport-PE 0–0 Atlético-PR, 22.712, 16 de novembro de 1990, Campeonato Brasileiro Série B, Estádio da Ilha do Retiro.[23]
- Guarani-SP 1–2 Atlético-PR, 12.190, 2 de outubro de 1999, Campeonato Brasileiro, Estádio Brinco de Ouro da Princesa.[24]